# Одержимость тобой
«Одержи́мость тобо́й» (порт.-браз. Mania de Você) — бразильская теленовелла, транслировавшаяся телеканалом  TV Globo с 9 сентября 2024 года по 28 марта 2025 года, состоящая из 173 серий. Заменила «Возрождение», а затем была заменена на «Всё дозволено», став 23-й «девятичасовой мыльной оперой» телеканала.
Сценарий написал бразильский сценарист Жуан Эмануэл Карнейру в сотрудничестве с Элианой Гарсией, Марсией Пратес, Мариной Луизой и Зе Дассильвой. Режиссёрами выступили Карлус Араужу, Изабелла Тейшейра, Филипп Барчински, Гильерме Азеведо и Игор Верде. В теленовелле снимались Адриана Эстевес, Агата Морейра, Gabz, Родриго Ломбарди, Николас Праттес, Шай Суэди, Мариана Шименес и Элиане Джардини.

## Сюжет

### Первая фаза
Рождённые в один и тот же день, в разных ситуациях, две девушки из разных социальных слоев пересеклись, их объединили совпадения, выходящие за рамки дня рождения. Имеющая скромное происхождение и воспитанная Марселом (Букасса Кабенгеле) Виола (Gabz) переезжает на остров в Ангра-дус-Рейс вместе со своим возлюбленным Мави (Шай Суэди) после того, как его нанимают на работу в компанию по компьютерной безопасности «Зонтекс». В этой новой жизни Виола встречает Луму (Агата Морейра), богатую студентку-гастронома, она становится её лучшей подругой и удивляет её своим талантом на кухне, глубже погружаясь в эту вселенную.
Лума страдает от давления со стороны Рамиро Молины (Родриго Ломбарди), богатого и беспринципного бизнесмена, который воспитал её как свою дочь, но не является её настоящим биологическим отцом. В прошлом мать, от которой Лума унаследовала своё имущество, Сесилия (Симоне Споладоре), умерла во время родов, а настоящего отца Лумы, Альфредо (Фабио Асунсан), убил Молина, чтобы иметь возможность контролировать имущество своей дочери. Человеком, который знает все секреты Молины, является Мерсия (Адриана Эстевес), его экономка, а также сообщница и любовница бизнесмена. Они оба являются родителями Мави, но, помимо того, что она бросила сына со своим бывшим парнем Наумом (Анжелу Антониу), она ещё и скрыла его истинное отцовство.
Недовольная отношениями с Мави, Виола изменяет ему с Рудой (Николас Праттес), парнем Лумы. Открытие, подстроенное Молиной, рушит дружбу между ними и порождает соперничество между Рудой и Мави. В разгар разногласий основного квартета Молина загадочно убит, а Виола, Руда, Мави, Лума и Мерсия оказываются главными подозреваемыми в преступлении. Лума, за то, что раскрыла преступления своего предполагаемого отца; Мерсия, за свои токсичные и покорные отношения с ним; Мави, за своего стремление к власти; Виола, подвергшаяся преследованиям со стороны Молины; и Руда, чтобы защитить свою возлюбленную. Руда оказывается главным подозреваемым в преступлении и, благодаря интригам Мави, вынужден бежать в Португалию.
В Ангра-дус-Рейс, на острове Корву, также живёт миллионерша Берта (Элиане Джардини). Она скучает по своему сыну Энрике (Антониу Сабоя), который живёт за границей со своей женой Изис (Мариана Шименес) и своим маленьким сыном Томасом (Мигель Боттини). После того, как Энрике узнает, что у Изис был роман с Гугой (Аллан Соуза Лима), лодочником семьи, он решает развестись со своей женой. Понимая, что из-за развода она может оказаться в невыгодном положении, Изис убеждает Гугу убить Энрике, и он выполняет просьбу, но вскоре убийца начинает шантажировать её в обмен на молчание. А во время попытки вторжения в дом Берты, богатая женщина убивает Гугу в целях самообороны, к освобождению Изиса.

### Вторая фаза
Спустя десять лет после убийства Молины, герои снова встречаются в Ангра-дус-Рейс, на этот раз на курорте Альбакоа, основанном Мави после того, как он обманул Луму и забрал её наследство. Новый богач считает своим союзником брата Руды, Ибере (Жаффар Бамбирра), который убедил кайсаров продать свою землю для строительства курорта в отличие от его тёти Моэмы (Ана Беатрис Ногейра), которая, как и все остальные кайсара, теперь живёт в скромной соседней общине, Суруру. Попав в сексуальную эксплуатацию в Португалии и расставшись с Виолой из-за Мави, Руда теперь встречается с португалкой Филипой (Жоана де Верона), но он так и не забыл повара и решает вернуться в Бразилию после того, как увидел свою бывшую возлюбленную по телевидению. Виола осуществила свои мечты, выиграв кулинарное реалити-шоу, и сумела открыть собственный ресторан Voilà Violeta на курорте Альбакоа, не подозревая, что Мави всё спланировал, чтобы снова заполучить её. Лума борется за выживание в Сан-Паулу, работая водителем приложения, и решает обратиться за помощью к Виоле. Таким образом, бывшие друзья встречаются вновь, занимая место друг друга в прошлом и имея дело с результатами интриг и противоречивых чувств, которые заставили их разорвать дружбу.
После смерти сына, Берта привязалась к своему внуку, теперь уже молодому и непокорному Томасу (Паулу Мендес), но она и не подозревает, что он на самом деле может быть сыном Гуги. Проблема снова выходит на первый план, когда Лейди (Талита Караута), бывшая возлюбленная Гуги, начинает шантажировать Изис, поскольку она знала о прежней связи строптивицы с лодочником. В итоге она оказывается под одной крышей с Изис и Бертой, взяв с собой своего мужа Сирлея (Давид Жуниор) и дочь Эвелин (Джи Фернандес), в которой заинтересован Томас. Изис также является сестрой Мишель (Аланис Гильен), поварихи в ресторане Voilà Violeta и жительницы общины, которая встречается со своим парнем Кристиано (Бруно Монталеоне). Пытаясь изменить свою жизнь и избавиться от долгов, оставленных Жералду (Жозе Аугусто Бранку), отцом Изис и Мишель, пара переезжает в Лиссабон, но, как и Руда, они попадают в схему сексуальной эксплуатации. Хуже того, Кристиано арестовывают, а Мишель возвращается в Бразилию, где она находит финансовую помощь у архитектора Даниэля (Самуэл де Асис), чтобы попытаться вызволить своего возлюбленного из тюрьмы.
Правая рука Мави и партнер в его аферах, Уго (Данило Грангея), также живет в кондоминиуме Resort Albacoa. Он муж Дианы (Ванесса Буэно) и хочет, чтобы их дочь Бруна (Дуда Батсоу) вступила в отношения с Томасом из-за состояния его семьи. В конечном итоге Диана становится подругой и доверенным лицом своей соседки Фатимы (Мариана Сантос), домохозяйки, которая страдает от оскорблений и презрения своего мужа Робсона (Эриберто Леан), ловеласа, который, в свою очередь, интересуется Дианой. К разочарованию Уго, Бруна расстается с Томасом, узнав о его отношениях с Эвелин, и начинает встречаться с Ярлей (Лукас Викхаус), безработным молодым человеком, который обманывает свою мать, Ду (Айви Соуза), говоря, что он учится в колледже, но на самом деле , использует деньги, чтобы наслаждаться жизнью. Ду продаёт сладости на курорте и изо всех сил пытается прокормить всю свою семью, включая мужа-алкоголика и неверного Эдмилсона (Эрико Брас), дочь Лорену (Лиза Дель Дала) и маленького внука Лукаса, но она получает шанс изменить свою жизнь, получив возможность работать в ресторане Виолы.

### Третья фаза
После того, как брак Виолы с Рудой распадается из-за заговора Лумы, Мави и Филипы, которая сообщает, что беременна от своего бывшего парня. Виола убегает, но в итоге попадает в лес. Её спасает Мави, который содержит свою пленницу в бункере, а также пичкает её лекарствами, из-за чего у неё возникают психические расстройства. Пытаясь избавиться от Мави, Виола получает вертолет и, в отчаянии, заставляет одного из приспешников злодея управлять им, несмотря на сильный шторм, и в итоге падает в открытое море, и самолёт крушится. Власти считают Виолу погибшей, поскольку её тело так и не было найдено. Тем временем Руда арестован после того, как попал в новую ловушку, расставленную Филипой, и также признан виновным в убийстве Молины с помощью видео, смонтированного Мави, который всегда был настоящим убийцей.
Проходит год, и начинается новый этап расследования «смерти» Виолы, которая на самом деле жива и пользуется своим исчезновением, чтобы спланировать месть Луме и Мави, которые теперь женаты. Она использует сожаления Лумы и Мави относительно схем, которые они придумали против её репутации повара, её похищения и её последующей «смерти», и хочет вернуть себе контроль над своим рестораном, который теперь работает под названием Марезия и переживает худшие времена, поскольку им командует Лума. Более того, это доказывает, что Мави по-прежнему одержим ею, соблазняет её и планирует разорить. Но новый сюрприз меняет жизнь каждого: Молина на самом деле тоже жив, и всё это время он инсценировал свою смерть, скрываясь в Швейцарии и находясь под прикрытием Мерсии..
Берта и Сирлей женятся за границей, к разочарованию Лейди, которая возмущена предательством своего тогдашнего мужа, и Изис, которая не может скрыть своё недовольство новой эрой своей бывшей свекрови и видит свою ситуацию хуже, зная, что она может разделить джекпот ещё с одним человеком. У Берты также появляется новая правая рука: Фатима, которой, по-видимому, удаётся освободиться от насилия Робсона, став утонченной и элегантной женщиной, но в итоге у неё случается рецидив, и она обнаруживает, что беременна от своего бывшего мужа. Наум страдает из-за смерти Моэмы и утешается Ибере, который меняет свою личность после того, как обнаруживает, что он отец сына Лорены, и сожалеет о зле, совершенном против своей тёти.

## В ролях
| Актёр                | Персонаж                            |
| -------------------- | ----------------------------------- |
| Адриана Эстевес      | Мерсия Алвес / Соня Ранжел          |
| Шай Суэди            | Мави Салама                         |
| Агата Морейра        | Лума Молина Гуржел                  |
| Gabz                 | Виола Силва                         |
| Николас Праттес      | Руда Бокаюва / Леон Мартиньо        |
| Мариана Шименес      | Изис дус Сантус Кавальканти         |
| Элиане Джардини      | Роберта Перейра Кавальканти (Берта) |
| Анжелу Антониу       | Наум Салама                         |
| Ана Беатрис Ногейра  | Моэма                               |
| Букасса Кабенгеле    | Марсел                              |
| Талита Караута       | Лейдиане дус Анжус (Лейди)          |
| Давид Жуниор         | Сирлей дус Анжус                    |
| Паулу Роша           | Волней Кастру                       |
| Леонардо Биттенкурт  | Родос Сильва (Род)                  |
| Жаффар Бамбирра      | Ибере Бокаюва                       |
| Букасса Кабенгеле    | Марсель                             |
| Аланис Гильен        | Мишель дус Сантус Ногейра           |
| Бруно Монталеоне     | Кристиану Ногейра                   |
| Самуэл де Ассис      | Даниэл Фишер                        |
| Мариана Сантус       | Фатима Лоэс Сантини                 |
| Эриберто Леан        | Робсон Сантини                      |
| Ванесса Буэно        | Диана Гомес Кастру                  |
| Данило Грангея       | Уго Гомес                           |
| Айви Соуза           | Дульсе Карвальо (Ду)                |
| Пауло Мендес         | Томас Перейра Кавальканти           |
| Джи Фернандес        | Эвелин дус Анжус                    |
| Дуда Батсов          | Бруна Гомес Кастру                  |
| Лукас Викхаус        | Ярлей Карвальо                      |
| Лиза Дель Дала       | Лорена Карвальо                     |
| Игорь Коссо          | Гаэль                               |
| Эрико Брас           | Эдмилсон Карвальо                   |
| Бруно Кишотти        | Вагнер                              |
| Педро Соль Викторино | Кайо (Исчез)                        |
| Витория Валентин     | Изабела (Бела)                      |
| Луизе Марри          | Дульсе (Дульсита)                   |

### Специальное участие
| Актёр               | Персонаж                           |
| ------------------- | ---------------------------------- |
| Родриго Ломбарди    | Рамиро Молина (Молина)             |
| Жоана де Верона     | Филипа Жункейра / Ирене            |
| Фабио Асунсан       | Альфредо Гуржел                    |
| Симоне Споладоре    | Сесилия Молина Гуржел              |
| Жуссара Фрейре      | Сестра Соня Ранжел / Мерсия Алвес  |
| Магда Гомес         | Марлети Тридцать восьмой / Зулейди |
| Аллан Соуза Лима    | Густаво Флорес Роша (Гуга)         |
| Антониу Сабоя       | Энрике Перейра Кавальканти         |
| Роберто Биринделли  | Сантьяго Невилл (Гринго)           |
| Жизель Фроэс        | Режина Альбукерке Гуржел           |
| Жозе Аугусто Бранко | Жералду дус Сантус                 |

## Производство
После положительного отклика на теленовеллу «Все цветы», оригинального проекта от стримингового сервиса Globoplay, который был выведен на платформу в стратегической акции TV Globo, предвосхищая «Пересечение», Глории Перес, которая заменила «Пантанал» в 2022 году, Жуан Эмануэл Карнейру представил новый синопсис для рассмотрения в прайм-тайм, который впоследствии был одобрен. Сюжет получил название «Одержимость тобой» и был представлен публике на мероприятии Upfront 2024, состоявшемся 19 октября 2023 года, и был подтверждён как замена «Возрождение». Режиссёром проекта вновь стал Карлус Араужу, повторяя сотрудничество, уже успешно реализованное в теленовелле «Все цветы».

## Саундтрек
27 августа 2024 года вещательная компания опубликовала начальную тему и саундтрек теленовеллы в плейлисте на своём официальном профиле Spotify.
- «Mania de Você» — Анитта (начальная тема)
- «Mania de Você (Ao Vivo)» — Рита Ли feat. Милтон Насименту
- «Escorpião» — Jão
- «Nós Nus» — Лео Кавальканти feat. Каэтану Велозу
- «Apesar de Querer» — Родриго Аларкон feat. Абакашепа
- «Furacão» — Ruxell feat. Rafman, MC Mari и Maninho
- «Dano Sarrada (Remix)» — Марина Сена feat. Japãozin
- «Pede Pra Eu Ficar (Listen To Your Heart)» — Паблло Виттар
- «Sad Baile» — Жулио Секшин
- «Hortelã» — Maro
- «Coração Âncora» — Céu feat. RDD
- «Bésame, Esqueça-me» Тиагу Иорк feat. Жулия Местре
- «Flores da Rua» — Самуэл Роза
- «O Amor Te Dá» — Аманда Магальяйнс
- «Vumbora Amar» — Адриана Кальканьотто feat. Fran (Франсиску Джил) и Ubunto
- «Entre o Bem e o Mal» — Джонни Хукер
- «Mais Feliz (Mania de Você)» — Мариана Волкер
- «Onde Cabe Um, Cabe Dois» — Весли Сафадан
- «Dia de Fluxo» — AgroPlay feat. Ана Кастела и Людмилла
- «Nosso Primeiro Beijo (Ao Vivo)» — Глория Грув
- «Skinny» — Билли Айлиш
- «Sauvignon» — Black Pumas
- «The People's House» Bon Jovi
- «La Mer» — Каэтану Велозу
- «Good People» — Mumford & Sons и Фаррелл Уильямс
- «Lose Control» — Тедди Свимс
- «Gossip» — Måneskin и Том Морелло
- «Back on 74» — Jungle
- «Al Son que me Toquen Bailo» — Асиду Пантера и LA-33